# Pilea inaequalis
Espèce
Pilea inaequalis est une espèce de plantes à fleurs de la famille des Urticaceae.